# (1499) Pori
(1499) Pori ist ein Asteroid des Hauptgürtels, der am 16. Oktober 1938 von dem finnischen Astronomen Yrjö Väisälä in Turku entdeckt wurde.
Der Asteroid trägt den Namen der finnischen Stadt Pori.